# Interazione biologica

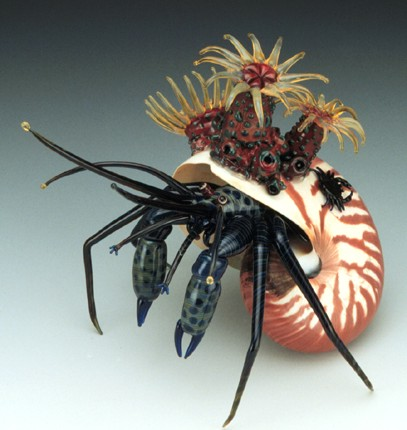
Statuetta di paguro con conchiglia e polipo: commensalismo fra crostaceo e gasteropode, e mutualismo fra crostaceo e cnidaro.

L'Interazione biologica si realizza fra gli organismi di un ecosistema. Dentro un ecosistema non esistono organismi che vivono totalmente isolati dal loro ambiente circostante, il quale è ricco di elementi non vivi — materia inorganica — bensì organismi, della stessa o di altre specie, tra cui esiste un'interazione. Le relazioni tra le specie possono essere molto diverse, e variano da una specie che si alimenta di un'altra (predazione), fino a quelle di entrambe le specie che vivono di un mutuo beneficio (mutualismo).

## Descrizione
Le interazioni biologiche si classificano in base a come influiscono sulla densità delle popolazioni, e quindi possono essere positive (+) se l'aumentano, negative (-) se la diminuiscono e neutrali (0) se né l'aumentano né la diminuiscono:
- (0/0) Neutralismo: relazione biologica interspecifica nella quale nessuno degli organismi riceve beneficio né pregiudizio (0/0).

- (0/-) Amensalismo: di cui fa parte anche l'Allelopatia (ossia una interazione chimica tra due organismi della stessa specie o tra organismi di specie differenti nella quale un organismo pregiudica o elimina l'altro mediante l'espulsione di sostanze chimiche);
- (0/+) Commensalismo: di cui fa parte anche l'Inquilinismo (associazione nella quale una specie beneficia dell'essere albergata, mentre l'altra non è né beneficiata né pregiudicata);
- (-/-) Competizione: sia interspecifica che intraspecifica;
- (-/+) Sfruttamento: si divide in:
  - Predazione: il predatore normalmente è più grande della preda, e l'interazione dura il tempo dell'uccisione;
  - Erbivoria: non porta quasi mai all'uccisione dell'organismo consumato;
  - Parassitismo: il parassita normalmente è più piccolo dell'ospite, e l'interazione cerca di durare il più tempo possibile;
  - Parassitoidismo: L'interazione non dura tutta la vita del parassita, ma solo per una determinata fase di questa;
- (+/+) Mutualismo: è obbligatoria oppure è temporanea (Protocooperazione).

La Simbiosi è in generale una relazione intima tra due specie, obbligatoria e può o no fruttare beneficio ad entrambe.  La Facilitazione invece è l'associazione nella quale almeno una delle specie viene beneficiata. Di solito le interazioni prolungate fra due specie, portano alla coevoluzione o alla corsa agli armamenti evolutiva. La competizione può sfociare nella:
- Mutua esclusione (o principio di Gause): Dove una specie esclude l'altra dello stesso habitat, e viceversa. Generalmente, l'esclusione si realizza tramite l'alterazione dell'habitat comune.
- Coesistenza: Dove tutte e due le specie coesistono ma vengono entrambe limitate dalla presenza dell'altra.
- Spostamento dei caratteri: Dove le due specie tendono ad occupare due nicchie ecologiche diverse, per smettere di competere.